# Centre Tecnològic per a la Indústria Aeronàutica i de l’Espai
El Centre Tecnològic per a la Indústria Aeronàutica i de l'Espai (CTAE), és una fundació privada sense ànim de lucre creada el març de 2005 per la docència, el govern i la indústria a Catalunya. CTAE s'ha compromès a impulsar el sector aeronàutic i espacial a Catalunya, amb l'objectiu de millorar la competitivitat industrial, estimular la innovació, i la realització d'iniciatives transversals relacionades amb els centres de recerca, els governs i empreses.
CTAE ofereix serveis de Recerca, Desenvolupament i Innovació ("R+D+i") a les empreses, ajudant a transformar els conceptes en productes, amb el suport i les competències de les universitats i centres de recerca, i projectes de finançament amb una fórmula mixta de finançament públic-privat. L'entitat promou la transformació regional i la cooperació internacional, transferència de tecnologia amb altres organitzacions de sectors no-aeroespacials, així com la promoció d'activitats relacionades amb la difusió del sector aeroespacial a la societat.